# Jacques de Harlay
Pour les articles homonymes, voir Harlay.
Jacques de Harlay (vers 1552 - 3 avril 1630), marquis de Bréval par son mariage, seigneur de Champvallon par son père et son grand-père, membre de la famille de Harlay, fut un amant de la reine Marguerite.

## Biographie
Leur liaison commence en 1580 et dure jusqu'en 1583. Les dix-huit lettres que Marguerite lui a adressées et que l'on a conservées témoignent de la grande culture de son auteur, en particulier de son néoplatonisme. Dans ces lettres, il est nommé par Marguerite « mon beau soleil ». Il est aussi connu sous son patronyme complet Jacques de Harlay de Champvallon.
Il était Grand écuyer de François, duc d’Alençon. Il épousa le 20 août 1582, Catherine de La Marck (1548-30 avril 1630), dame de Bréval, fille de Robert IV de La Marck et de Françoise de Brézé (fille de Diane de Poitiers x Louis, petit-fils de Charles VII et d'Agnès Sorel). Il eut au moins deux enfants de cette union : 
- François II (1585-1553),
- et Achille de Champvallon [(1584-1657) ; marquis de Bréval : Postérité jusqu'en 1728, dont son fils François III (1625-1695)].

Il était fils de Louis II de Harlay († 1581, seigneur de Champvallon et de Cézy, baron de Montglas, en héritage de ses parents ; fils de Louis Ier de Harlay (v. 1463-1544) et de Germaine Cœur, dame de Cerneux/Montglas, fille de Geoffroy Cœur et petite-fille du Grand argentier) et de Louise de Carre. Il mourut le 3 avril 1630 et fut enterré dans le couvent des filles de l'Ave-Maria.
- Son frère aîné Jean de Harlay continue les seigneurs de Cézy (jusqu'en 1675 ; son fils Philippe de Harlay devint comte de Césy, ambassadeur à Constantinople et premier mari de Jacqueline de Bueil) ; sa sœur Charlotte de Harlay est la mère de Charlotte des Essarts (vers 1580/1588-† 1651), maîtresse d'Henri IV.
- Ses grands-parents Louis Ier de Harlay (v. 1463-1544) et Germaine Cœur de Montglas/de Monglat avaient eu treize enfants, dont : 
- Christophe Ier de Beaumont (1504-1573 ; x Catherine du Val de Drancy) ; président au Parlement de Paris : d'où les Harlay de Beaumont jusqu'en 1749, par exemple son fils Achille Ier (1536-1616 ; premier président du Parlement de Paris ; mari de Catherine de Thou), 
  - père lui-même de Christophe II de Beaumont (v. 1570-† 1615) ; x Anne, fille d'Ennemond Rabot d'Illins, premier président du Parlement du Dauphiné), président au Parlement, ambassadeur à Londres, 
    - souche de trois générations d'Achille de Harlay de Beaumont, de père en fils : Achille II (1606-1671 ; x Jeanne-Marie de Bellièvre), Achille III (1639-1712 ; x Anne-Madeleine de Lamoignon), et Achille IV (1668-1717 ; x Anne-Renée-Louise du Louët de Coëtjunval), tous parlementaires ; 
      - La fille d'Achille IV, Marie-Louise de Harlay (1694-1749) épouse en 1711 le maréchal Christian-Louis de Montmorency-Luxembourg, prince de Tingry ;
- Louis II de Harlay de Césy et Champvallon († 1581) : Père de Jean de Cézy (vu plus haut), et de notre Jacques de Champvallon ;
- et Robert de Sancy († 1560) ; x 1544 Jacqueline de Morainvillier(s) dame de Maule ; D'où les Harlay, sires de Sancy, Grosbois, Maule, Montglas : par exemple leur fils Nicolas (1546-1629 ; surintendant des finances, ambassadeur, parlementaire), 
  - Père d'Achille (1581-1646 ; évêque de Saint-Malo) ; et de Jacqueline de Harlay (vers 1577-1618 ; x Charles de Neufville de Villeroy).

## Armes
« Écartelé au 1 & 4 quartier d'argent, à deux pals de sable ; au 2 & 3 d'azur, au coq d'or, membré, barbé, becqué & crêté de gueules »